# Daniela Braga
Daniela Agreste Braga (23 de enero de 1992 en São Paulo, Brasil) también conocida como Dany Braga, es una modelo brasileña.

## Carrera
Daniela ha figurado en la portada de Harper's Bazaar, V, Elle, French Revue des Modes, y en las editoriales para Vogue UK, CR Fashion Book, Harper's Bazaar, Interview, Marie Claire, Numéro, Purple, U y Vision China.
Desfiló en los Victoria's Secret Fashion Show de 2014, 2015, 2016 y 2017.
Ha desfilado en eventos para Balmain,  Givenchy,  Blumarine, Ermanno Scervino, Etam, Alexandre Vauthier, Anthony Vaccarello, Leonard, LOEWE, Maiyet, Max Mara, Moncler, Paco Rabanne, Shiatzy Chen, Valentin Yudashkin, Victoria's Secret y Vionnet, entre otros.
Ha protagonizado anuncios para grandes marcas como Givenchy,  Saks Fifth Avenue, Bebe, Blanco, Dafiti, Nordstrom, Plein Sud, Pull & Bear, Riachuelo y Target.

### Vida personal
Desde finales de 2018, está relacionada con un empresario norteamericano llamado Adam Freede, con el cual el 26 de septiembre de 2020, se comprometió en matrimonio previsto para finales del año 2021. Contrajeron nupcias a finales de 2021, el 31 de marzo de 2022, anuncio con su pareja en la red social de Instagram de ella, que están esperando su primer hijo.